# Rubus ellipticus
Rubus ellipticus (hay mâm xôi vàng Himalaya) là loài thực vật có hoa trong họ Hoa hồng. Loài này được James Edward Smith miêu tả khoa học đầu tiên năm 1819.

## Hình ảnh

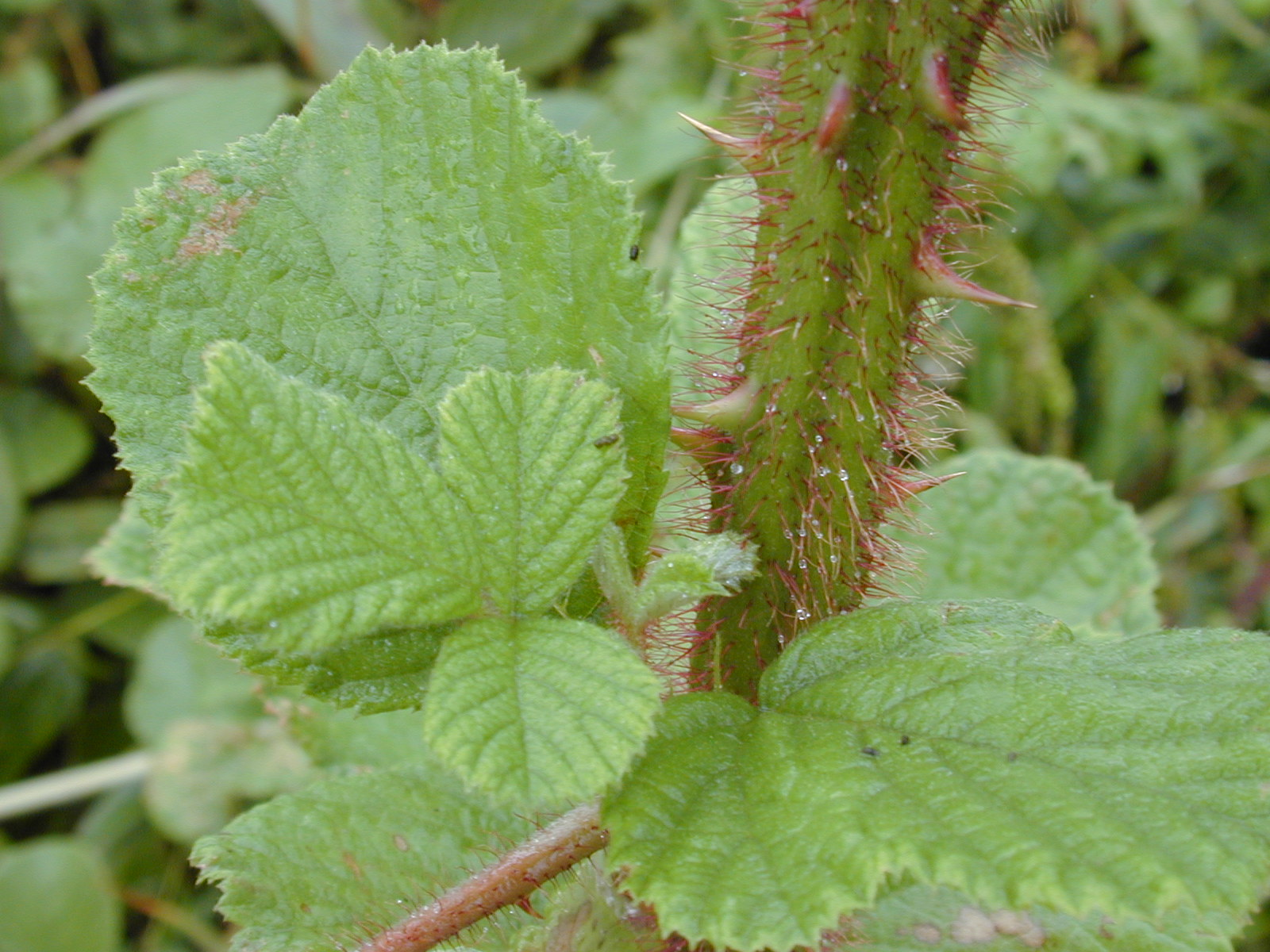
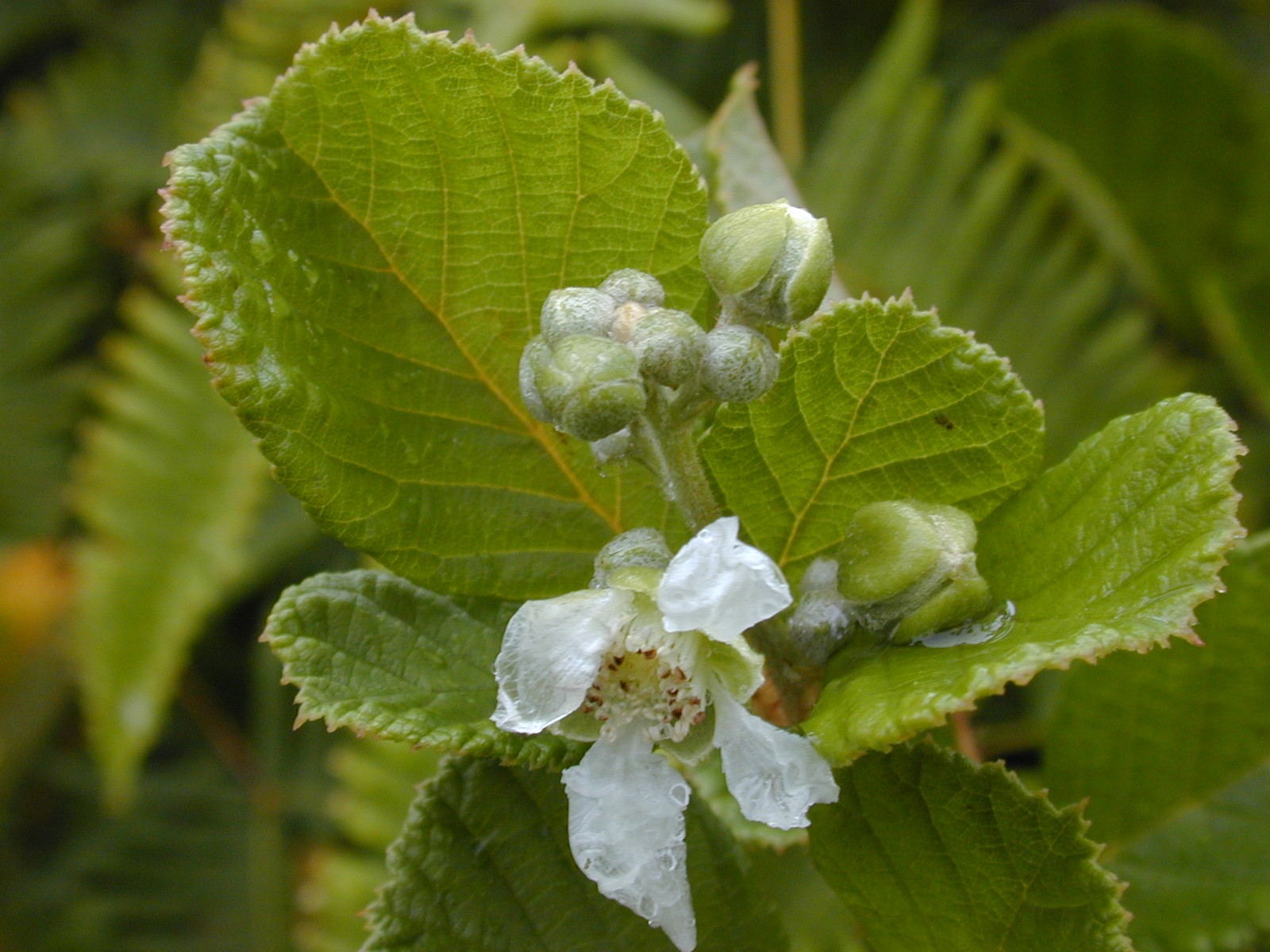
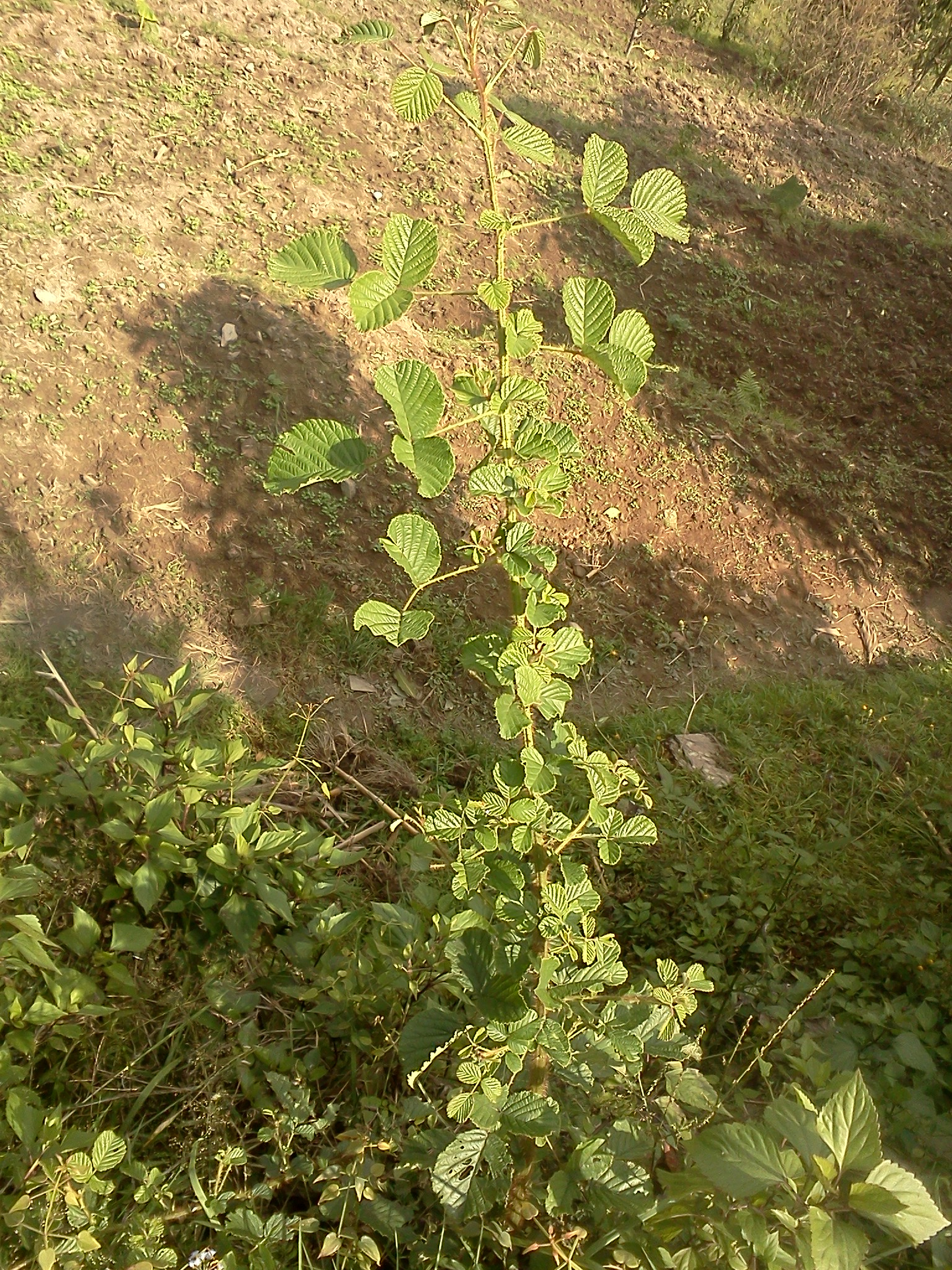
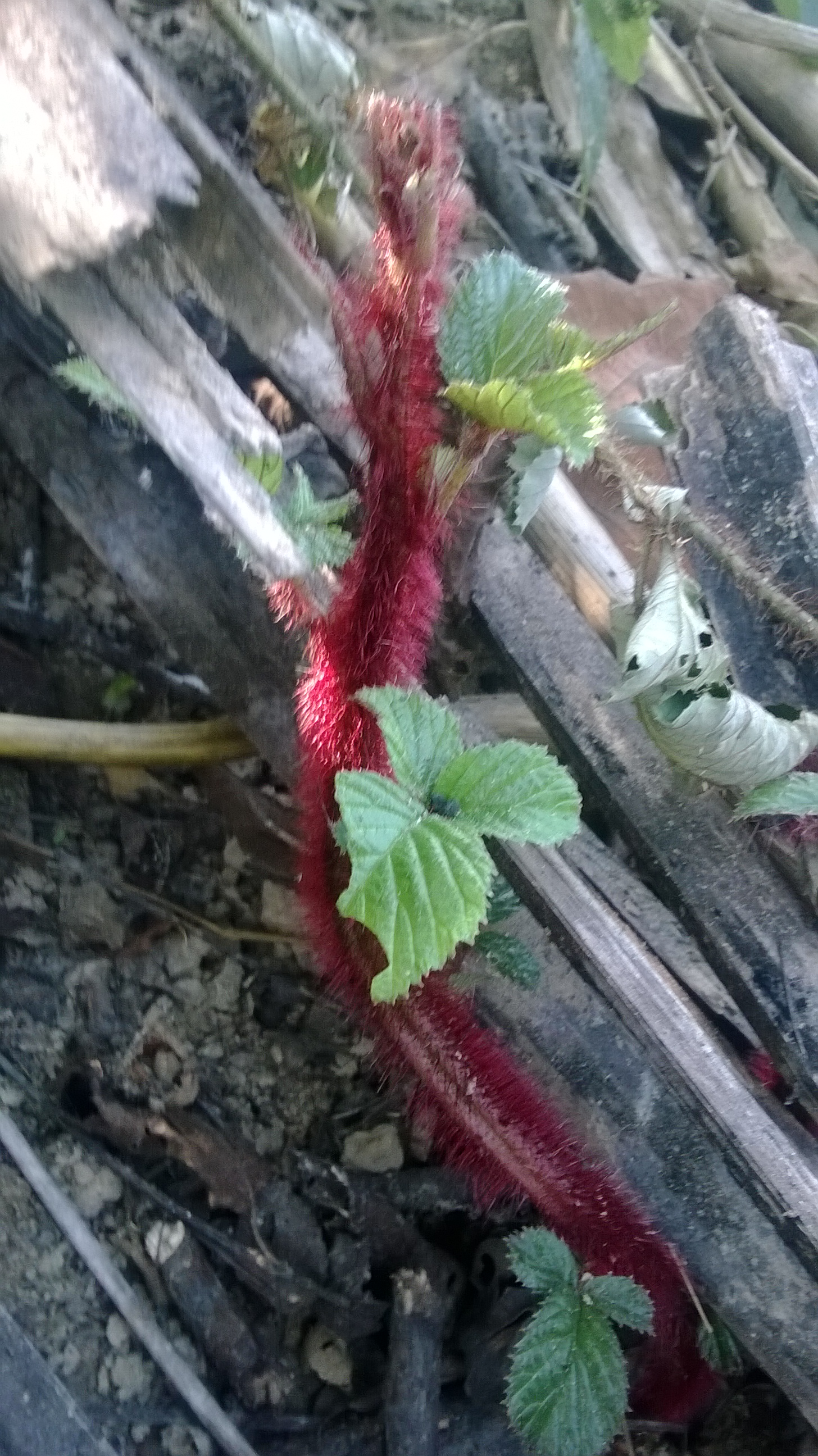